# Rue des Lyonnais
La rue des Lyonnais est une voie située dans le 5e arrondissement de Paris dans le quartier du Val-de-Grâce.

## Situation et accès

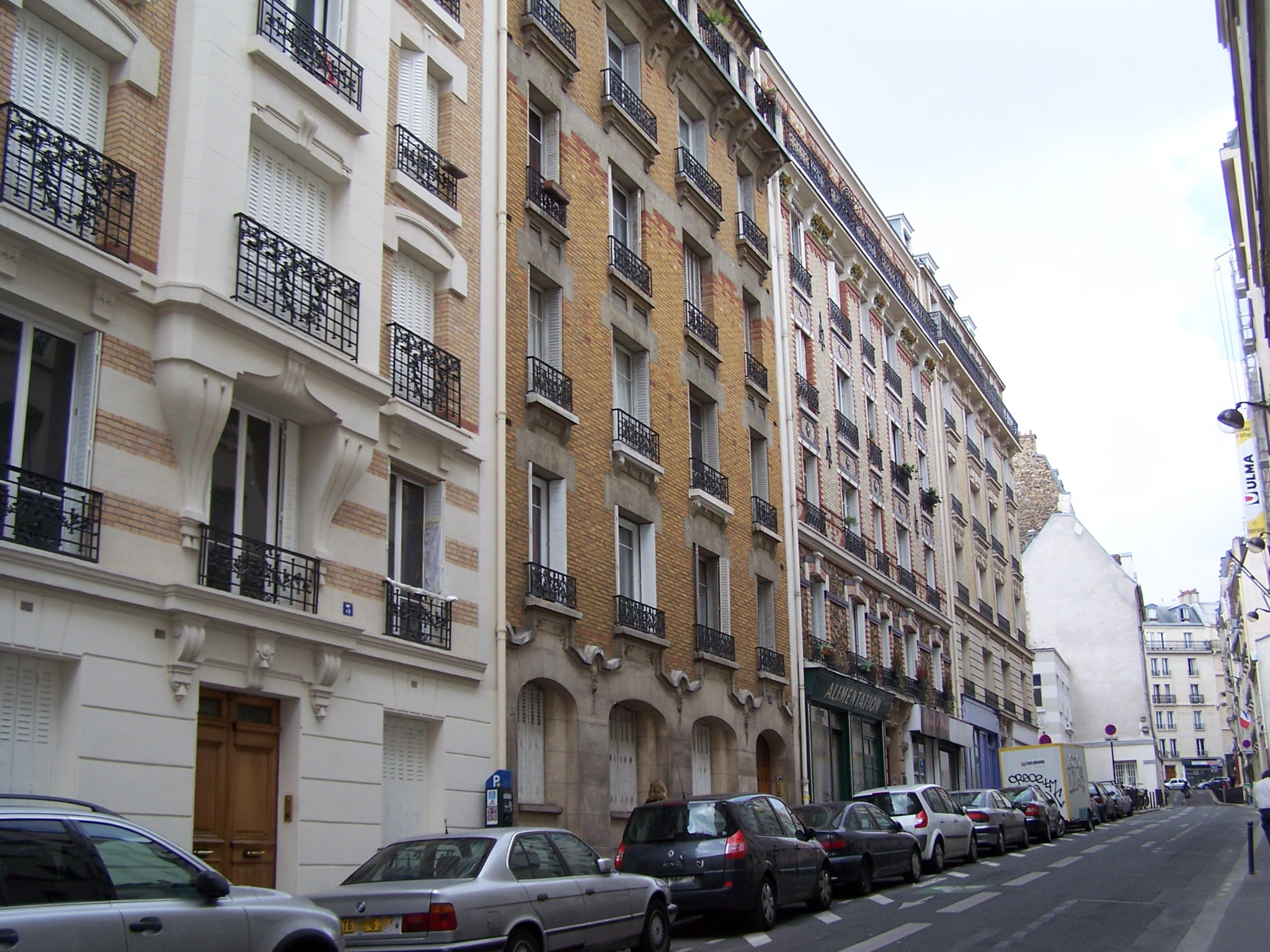
Autre vue de la rue (2011).

D'un point de vue topographique, la rue des Lyonnais suit la pente naturelle qui descend vers la Bièvre. Elle débute rue Broca, anciennement rue de Lourcine, et se termine rue Berthollet.
La rue des Lyonnais est accessible par la ligne de métro 7 aux stations Censier - Daubenton et Les Gobelins.

## Origine du nom
Le nom de la rue n'est pas lié aux habitants de la ville de Lyon mais à Jean Lyonnet (ou Lyonnait), ancien propriétaire. La rue s'appelait « rue des Laonnais » autrefois.

## Historique

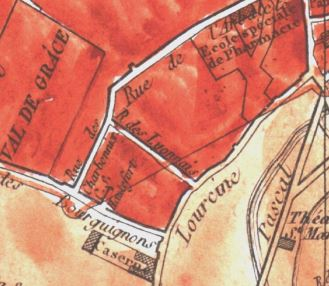
Rue des Lyonnais - plan de Paris d'Ambroise Tardieu - 1839

Cette rue, qui s'est appelée aussi « rue des Lionnois » ou « rue des Lionnais », qui fut anciennement une impasse, a été ouverte en 1605 et modifiée dans son alignement en 1798, puis en 1845.

## Bâtiments remarquables et lieux de mémoire
- Au no  17, la maison Pierre de Bérulle des pères de l'Oratoire de France.
- Au no  22, l'école maternelle de la rue des Lyonnais.
- La rue des Lyonnais est, dans le roman de Georges Duhamel, Le Club des Lyonnais (1929), le siège d'une cellule communiste, abritée dans un magasin de cordonnier, que fréquente Louis Salavin, le héros du cycle romanesque Vie et aventures de Salavin.

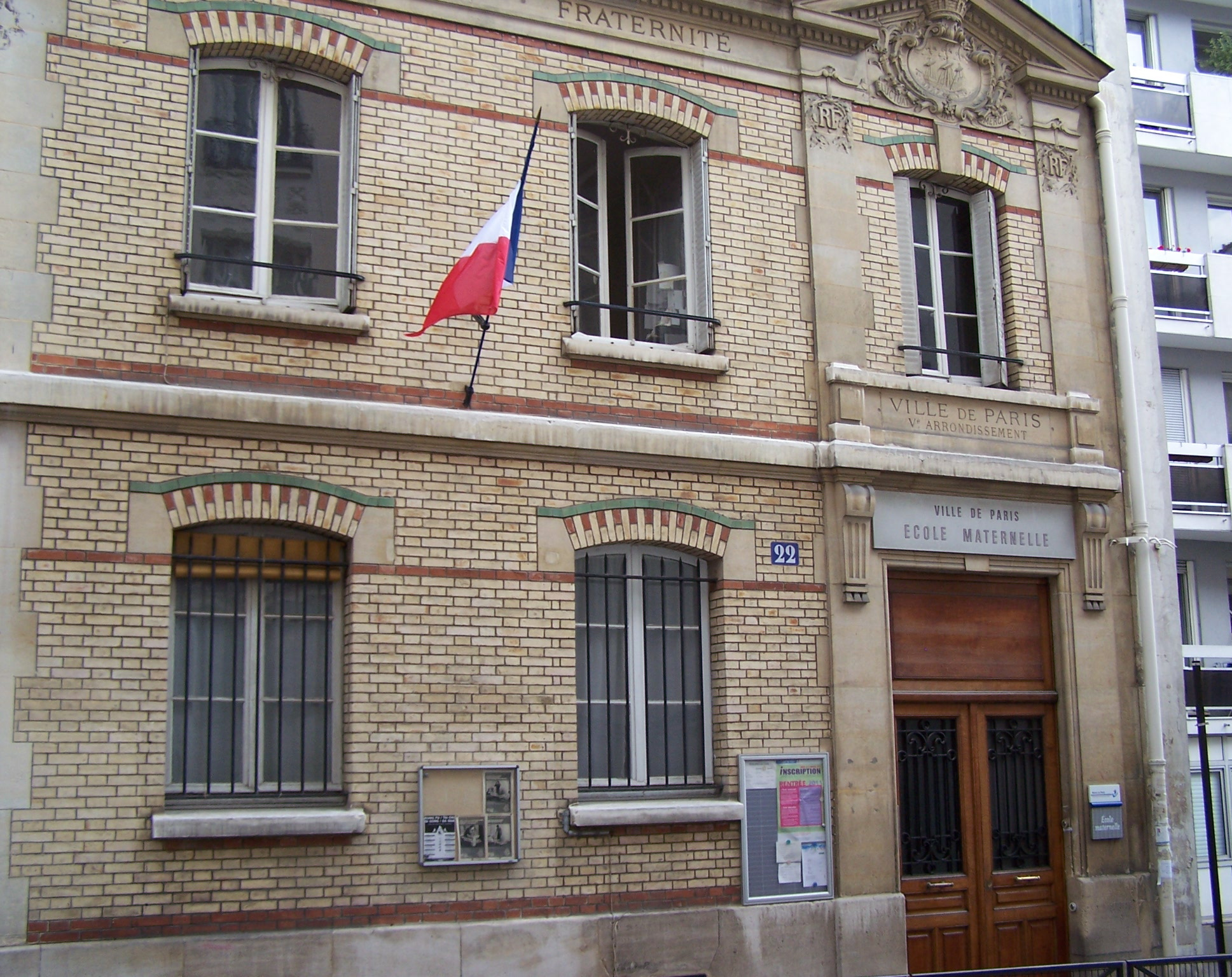
École maternelle des Lyonnais.
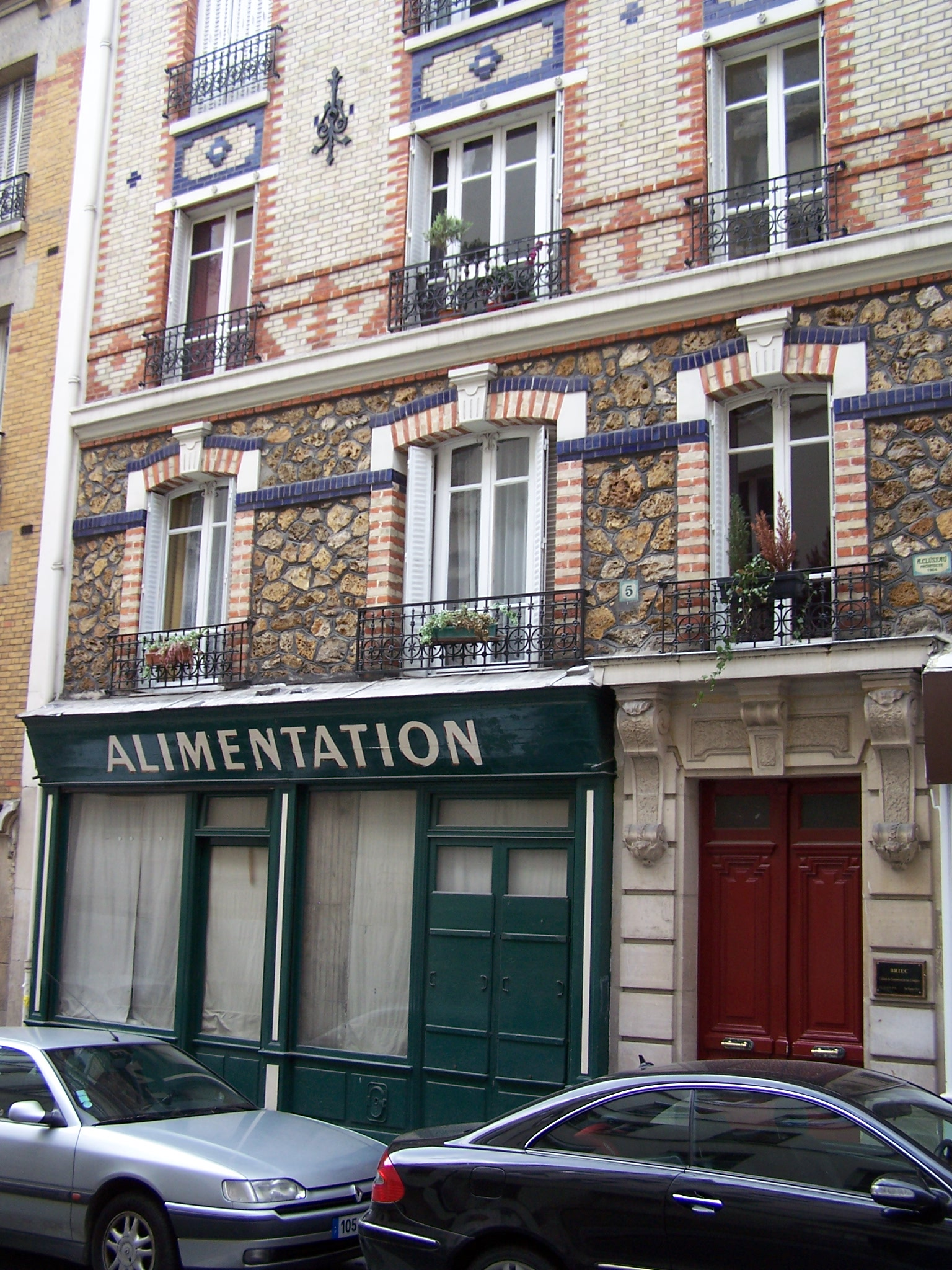
Vieux magasin (inactif) historique d'alimentation de la rue.